# 王雯 (明朝)
王雯（1420年—？），字慶祥，山西澤州陽城縣人，明朝政治人物。進士出身。

## 生平
山西鄉試第七十九名。天順元年（1457年）丁丑科會試第一百一十六名，殿試登進士第三甲第一百九十一名。

## 家族
曾祖王友諒。祖父王敬達。父亲王貴。